# Per Adolf Blidberg
Per Adolf Blidberg, född 22 november 1747 i Västergötland, död 30 januari 1826 i Jönköpings Kristina församling, Jönköping, var en svensk häradshövding.

## Biografi
Per Adolf Blidberg föddes 22 november 1747 i Västergötland. Han var son till borgmästaren Nils Peter Blidberg och Maria Christina Bruce. Blidberg var häradshövding i Bobergs, Gullbergs, Bråbo och Finspånga läns häraders domsaga. Han avled 30 januari 1826 i Jönköpings Kristina församling, Jönköping.
Blidberg var gifte sig 30 juni 1782 på Åsbyholm i Bringetofta församling med Catharina Charlotta Sparrsköld (1760–1852). Hon var dotter till överstelöjtnanten Nils Sparrsköld och Catharina Charlotta von Burguer. Blidberg och Sparrsköld fick tillsammans barnen Nils Adolf Blidberg (1783–1852), Pehr Fredrik Blidberg (1784–1866), Jakob Daniel Blidberg (1789–1872), Maria Charlotta Blidberg, Carl Gustaf Blidberg, Catharina Lovisa Blidberg (1796–1874), Anders Vilhelm Blidberg och Eva Sofia Blidberg.